# Фонд благосостояния Турции
Фонд благосостояния Турции (тур. Türkiye Varlık Fonu , TVF/TWF) — суверенный фонд Турции, основанный в августе 2016 года и принадлежащий правительству Турции.  Стоимость его активов составляет 33 миллиарда долларов. Фонд действует в соответствии со «Стратегическим инвестиционным планом», утвержденным Президентским Кабинетом Турции. В него могут быть переданы компании и активы, ранее принадлежавшие государственным учреждениям. Также возможно создание субфондов, если это будет сочтено целесообразным.

## История
TVF был официально учрежден 26 августа 2016 года. Согласно опубликованному закону, председатель, генеральный директор и члены правления назначались президентом по представлению премьер-министра. В ноябре 2016 года президент Реджеп Тайип Эрдоган по рекомендации премьер-министра Бинали Йылдырыма назначил членов правления, а Мехмета Бостана назначил генеральным директором.
6 февраля 2017 года было объявлено о передаче в собственность TVF следующих активов: Ziraat Bank, Turkish Airlines, Türksat, BOTAŞ, PTT, Стамбульская фондовая биржа, Турецкая нефтяная корпорация, Türk Telekom (6,68%), Eti Maden и Çaykur. Помимо компаний, на три месяца в распоряжение TVF был передан Фонд поддержки оборонной промышленности (тур. Savunma Sanayii Destekleme Fonu) на сумму 3 миллиарда лир. Фонду также принадлежат несколько земельных участков в Анталии, Айдыне, Стамбуле, Испарте, Измире, Кайсери и Мугле, которые ранее принадлежали Казначейству Турции. Фонду также были переданы контрольные пакеты акций Turkish Airlines (49,12%) и Halkbank (51,11%).

### Изменения 2018 года
В результате конституционного референдума, проведенного в Турции в 2017 году, должность премьер-министра Турции была упразднена. В связи с этим в закон о TVF были внесены изменения, предоставляющие Президенту Турции право возглавлять TVF, а также назначать председателя, генерального директора, вице-председателя и членов правления. 12 сентября президент Реджеп Тайип Эрдоган возглавил фонд. Он также назначил Зафера Сёнмеза, ранее занимавшего должность в государственной инвестиционной компании Малайзии Khazanah Nasional с сентября 2012 года по сентябрь 2018 года, старшим вице-президентом и главой фонда. Зять Эрдогана Берат Албайрак был назначен его заместителем в совете Государственного фонда национального благосостояния.

### Изменения 2020 года
В апреле 2020 года была основана компания TWF Financial Investments совместно с государственными компаниями по страхованию акций. TWF приобрела акции этих компаний, и слияние было завершено в сентябре 2020 года. В результате слияния компаний Güneş Sigorta, Halk Sigorta и Ziraat Sigorta была образована компания Türkiye Sigorta. В результате слияния компаний Vakıf Emeklilik ve Hayat, Halk Hayat ve Emeklilik и Ziraat Hayat ve Emeklilik была образована компания Türkiye Hayat ve Emeklilik.
18 июня 2020 года TVF подписал соглашение о приобретении 26,2% акций Turkcell у Telia и Çukurova Holding за 1,801 млн долларов США, из которых 196 млн долларов США было выплачено Telia, а остальная сумма в размере 1,605 млн долларов США была предоставлена в качестве кредита банком Ziraat Bank. 22 сентября 2020 года, после внесения изменений в Устав, фонд получил право назначать пять из девяти членов правления Turkcell.
26 ноября 2020 года TVF объявил о продаже ранее приобретённого у ЕБРР 10% акций Стамбульской фондовой биржи суверенному фонду Катара. На следующий день вице-председатель фонда Берат Албайрак, ранее занимавший должность министра финансов, объявил о своей отставке.
10 марта 2022 TVF приобрела контрольный пакет акций Türk Telekom 1,65 миллиарда долларов США для решения вопросов, связанных с передачей компании в 2026 году.

### Менеджмент
| Председатель и CEO                                  | Председатель и CEO                                 | Председатель и CEO                             |
| --------------------------------------------------- | -------------------------------------------------- | ---------------------------------------------- |
| Мехмет Бостан (2 ноября 2016 — 8 сентября 2017)     |                                                    |                                                |
| Химмет Карадаг (8 сентября 2017 — 12 сентября 2018) |                                                    |                                                |
| Председатель                                        | Вице-председатель                                  | CEO                                            |
| Реджеп Тайип Эрдоган (12 сентября 2018 — н.в.)      | Берат Албайрак (12 сентября 2018 — 27 ноября 2020) | Зафер Сёнмез (12 сентября 2018 — 9 марта 2021) |
| Реджеп Тайип Эрдоган (12 сентября 2018 — н.в.)      | вакантно (27 ноября 2020 — 31 января 2021)         | Зафер Сёнмез (12 сентября 2018 — 9 марта 2021) |
| Реджеп Тайип Эрдоган (12 сентября 2018 — н.в.)      | Эриша Арыкан (31 января 2021 — н.в.)               | Зафер Сёнмез (12 сентября 2018 — 9 марта 2021) |
| Реджеп Тайип Эрдоган (12 сентября 2018 — н.в.)      | Салим Арда Эрмут (9 марта 2021 — н.в.)             |                                                |

## Активы
| Компания                             | Сфера деятельности             | Доля   | Капитал (млрд лир) |
| ------------------------------------ | ------------------------------ | ------ | ------------------ |
| Стамбульская фондовая биржа          | Финансовые услуги              | 80.6%  |                    |
| BOTAŞ                                | Энергетика                     | 100%   |                    |
| Çaykur                               | Сельское хозяйство и пищепром  | 100%   |                    |
| Eti Maden                            | Горнодобывающая промышленность | 100%   |                    |
| Halkbank                             | Финансовые услуги              | 87.7%  | 11.5 (2012)        |
| Порт Измир                           | Транспорт и логистика          | 100%   |                    |
| Kardemir                             | Металлургия                    | 4.38%  |                    |
| Kayseri Şeker                        | Сельское хозяйство и пищепром  | 11.1%  |                    |
| Platform Ortak Kartlı Sistemler A.Ş. | Технологии и телеком           | 20%    |                    |
| PTT                                  | Транспорт и логистика          | 100%   |                    |
| TPAO                                 | Энергетика                     | 100%   | 21.529 (2016)      |
| Türkşeker (tr)                       | Сельское хозяйство и пищепром  | 100%   |                    |
| Türk Telekom                         | Технологии и телеком           | 61.68% | 26.874 (2016)      |
| Turkcell                             | Технологии и телеком           | 26.2%  |                    |
| Türksat                              | Технологии и телеком           | 100%   | 2.697 (2017)       |
| Turkish Airlines                     | Транспорт и логистика          | 49.12% | 73.129 (2018)      |
| Турецкая морская организация         | Транспорт и логистика          | 49%    |                    |
| Türkiye Sigorta                      | Финансовые услуги              | 81.1%  |                    |
| Türkiye Hayat ve Emeklilik           | Финансовые услуги              | 100%   |                    |
| TWF Energy                           | Энергетика                     | 100%   |                    |
| TWF Refinery and Petrochemical       | Энергетика                     | 100%   |                    |
| TWF Mining                           | Горнодобывающая промышленность | 100%   |                    |
| VakıfBank                            | Финансовые услуги              | 64.8%  |                    |
| Ziraat Bank                          | Финансовые услуги              | 100%   | 13.540 (2011)      |

Лицензии:
- Национальная лотерейная администрация[англ.] (49 лет)[27]
- Жокейный клуб Турции[англ.] (49 лет) [27]